# Pyrgulopsis pisteri
Pyrgulopsis pisteri é uma espécie de gastrópode  da família Hydrobiidae.
É endémica de Nevada.